# Belonogaster aurata
Belonogaster aurata är en getingart som beskrevs av Richards 1982. Belonogaster aurata ingår i släktet Belonogaster och familjen getingar. Inga underarter finns listade.